# Unsere tollen Tanten in der Südsee
Unsere tollen Tanten in der Südsee ist eine österreichische Filmkomödie von Rolf Olsen aus dem Jahr 1964.

## Handlung
Die Sonny Boys Max Rettich, Gus Sunday, Pitt van Rees, Hyacinth und Paul sind mit dem Flugzeug auf dem Weg nach Kaioli, wo ihre Bekannten Susi Güden, Felicitas und Evi auf sie warten. Susi Güden und Pitt sind seit zwei Jahren ein Paar und Susis Vater hat den Musikern nun ein Engagement im gerade eröffneten Hotel von Miss Parker verschafft. Die hatte das Engagement zwar bereits einer Gruppe aus Italien versprochen, muss sich aber Herrn Güdens Anweisungen beugen.
Einer der Italiener beauftragt Gangster, die Sonny Boys aufzuhalten. Die Gruppe wiederum steckt in Schwierigkeiten. Weil der Pilot mit einem Fieberanfall zusammenbricht, muss Max das Flugzeug in Omahu am anderen Ende der Insel notlanden. An Bord ist neben den Musikern auch die reiche Aglaja Schultz. Sie organisiert in Omahu Fahrer Slim Fergusson, der alle per Postbus nach Kaioli bringen soll.
Die Fahrt führt durch den tiefen Dschungel und ist nicht ungefährlich, weil die einheimischen Meri-Meri gerade unter Anleitung des Medizinmannes Wudu-Budu ihre traditionellen Wurzeln wiederentdeckt haben. Diese bestehen unter anderem in der Jagd auf weiße Männer, die sie opfern wollen. Sie überfallen den Postbus und nehmen Slim gefangen. Aglaja verehren sie als weiße Göttin und wollen sie zur neuen Lieblingsfrau des Häuptlings machen. Max, Gus, Pitt, Hyacinth und Paul erkennen, dass Frauen nichts passieren wird, und schlüpfen daher in ihre Tantenkostüme, die sie bisher vor allem bei Auftritten getragen haben. Die Maskerade gelingt und die vermeintlichen Frauen werden zum Stammeslager gebracht. Sie beschließen, Slim zu retten.
Der Plan der Meri-Meri ist, am nächsten Tag fischen zu gehen und anschließend Slim zu opfern. Max versucht im Gorillakostüm die Gegend zu erkunden, wird jedoch nur von den Gangstern entdeckt, die die Gruppe aufhalten sollen. Sie verpassen ihm eine Beruhigungsspritze, fliehen jedoch, als Max die Gorillamaske abnimmt. Die Gangster haben es nicht nur auf die Truppe, sondern auch auf einen vermeintlichen Perlenschatz der Meri-Meri abgesehen. Sie glauben, auch die Musiker seien hinter den Perlen her.
Am nächsten Morgen machen sich Susi, Evi und Felicitas Sorgen, hätten die Musiker doch längst ankommen müssen. Heimlich verkleiden sie sich als Männer mit Tropenkleidung und fahren in den Dschungel. Sie werden von den Meri-Meri gefangen und eingesperrt. Pitt öffnet heimlich die Gefängniszellen, während Max den Meri-Meri als Verlobungstrunk Benzin ausschenkt. Nachdem die Meri-Meri das Benzin getrunken haben, bricht Chaos aus, das die Männer und Frauen zur unkoordinierten Flucht nutzen.
Max, Gus, Pitt, Hyacinth und Paul werden dabei von den Gangstern gefangen genommen, kurze Zeit später jedoch von einem Urwald-Tarzan namens Zongo gerettet. Sie finden das Auto, mit dem die drei Frauen in den Dschungel gekommen sind, und treffen kurz darauf Susi, Evi, Felicitas und Slim. Auch Miss Parker, die inzwischen die jungen Frauen gesucht hat, erscheint, und ist empört. Susis Vater jedoch amüsiert die gesamte Geschichte und so treten die Sonny Boys bei der großen Einweihungsfeier am Ende unter anderem auch als Damen in Baströcken auf und singen ein Lied.

## Produktion
Unsere tollen Tanten in der Südsee entstand als dritter und letzter Teil der Tolle-Tanten-Filmreihe. Die Vorgängerfilme waren Unsere tollen Tanten (1961) und Unsere tollen Nichten (1963). Susi Güden, die in den ersten beiden Teilen von Vivi Bach gespielt wurde, wird im dritten Teil von Barbara Frey verkörpert.
Unsere tollen Tanten in der Südsee wurde 1963 in den Ateliers der Wien-Film sowie auf den Kanarischen Inseln in Ultrascope gedreht. Die Kostüme schufen Helga Billian und Gerdago, die Filmbauten stammen von Leo Metzenbauer und Ferry Windberger. Heinz Pollak war Produktionsleiter, Karl Spiehs Herstellungsleiter. Der Film kam am 14. Februar 1964 in die deutschen Kinos. Im Jahr 2012 erschien der Film auf DVD.
Im Film sind verschiedene Schlager zu hören:
- Gus Backus: Cola mit Rum
- Gunther Philipp, Udo Jürgens, Wolfgang Jansen, Kurt Großkurth, Gus Backus: Schön sind die Mädchen in Waikiki
- Trude Herr: Hula-Twist
- Elfie Fiegert: Aloha, Aloha, Lailani
- Udo Jürgens, Barbara Frey: Nur die Liebe bleibt immer modern
- Ensemble: Unter den Sternen der Südsee

## Kritiken
Das Lexikon des internationalen Films nannte Unsere tollen Tanten in der Südsee eine „Serienklamotte billigster Sorte.“ Deutlich positiver sah die Zeitschrift Cinema den Film: „Wer gepflegte Albernheiten mag und die Banalität der frühen 60er-Jahre-Schlager zu schätzen weiß, liegt hier goldrichtig. Fazit: Ein ‚Muß‘ für Freunde von Trash-Klamotten.“
Die Zeitschrift Filmecho zitierte in einem zeitgenössischen Beitrag Regisseur Rolf Olsen, der sich seinerseits auf einen ihm unbekannten Kinobesucher der Berliner Premiere berief. Dieser Zuschauer habe ihm gesagt, wenn man da reingehe, wisse man, was einen erwarte: „Man kann nie enttäuscht werden. Man kann aber mal richtig lachen.“